# ENERGY (earthmindの曲)
「ENERGY」（エナジー）は、earthmindの3枚目のシングル。2013年2月13日にgr8! Recordsから発売された。

## 概要
前作「ARCADIA」から約2ヶ月でのリリースとなるシングル。表題曲「ENERGY」は、テレビアニメ『ビビッドレッド・オペレーション』のオープニングテーマに起用された。販売形態は初回限定盤・通常盤・期間限定盤の3種リリースで、初回限定盤には表題曲のPVを収めたDVDが同梱されている。なお期間限定盤のジャケットには一色あかねのイラストが描かれている。

## 収録曲
（全作詞：Rico、作曲・編曲：齋藤真也）
1. ENERGY [4:05]
テレビアニメ『ビビッドレッド・オペレーション』オープニングテーマ
友情をテーマとした明るい曲で、前作までのダークな感じとは違った印象が楽しめて良かったとも語っている。なおErinaはレコーディング時に虹がかかった空と海をイメージして歌ったという[6]。
2. Naked [4:23]
3. COMPASS [4:06]
4. ENERGY -TV Edit- [1:30]
5. ENERGY -Instrumental-

DVD（初回限定盤のみ）
1. ENERGY Music Video